# Ulna
O cúbito ou a ulna é um dos ossos que formam o antebraço, sendo o maior deles. É classificado como um osso longo e sua parte proximal é similar a uma chave inglesa. Também é conhecido como o osso do cotovelo. O cúbito é o osso medial do antebraço (na posição anatómica) em relação ao osso rádio.
Os seus principais acidentes ósseos são:
Parte proximal:
- Olecrano (onde o tríceps insere, vulgo "cotovelo")[2];
- Incisura troclear;
- Processo coronóide;
- Incisura radial (lateral ao processo coronóide, onde a cabeça do rádio articula-se);
- Tuberosidade cuboidal (imediatamente inferior ao processo coronóide).

Parte distal:
- Cabeça (a bolinha que é facilmente visível quando o antebraço está pronado);
- Processo estilóide (menor que o do rádio, porém ainda visível quando há supinação).

## Articulações
O cúbito está articulado com:
- o úmero, no cotovelo, por um gínglimo (articulação cilíndrica com um único eixo) este tipo de articulação assemelha a uma dobradiça;
- o rádio, perto do cotovelo, por uma articulação trocóide (cilíndrica e uniaxial), que permite que o rádio cruze através do cúbito no movimento de pronação;
- a porção distal do rádio, também por uma articulação trocóide;
- o rádio ao longo do seu comprimento, por meio de sindesmoses.

## Imagens adicionais

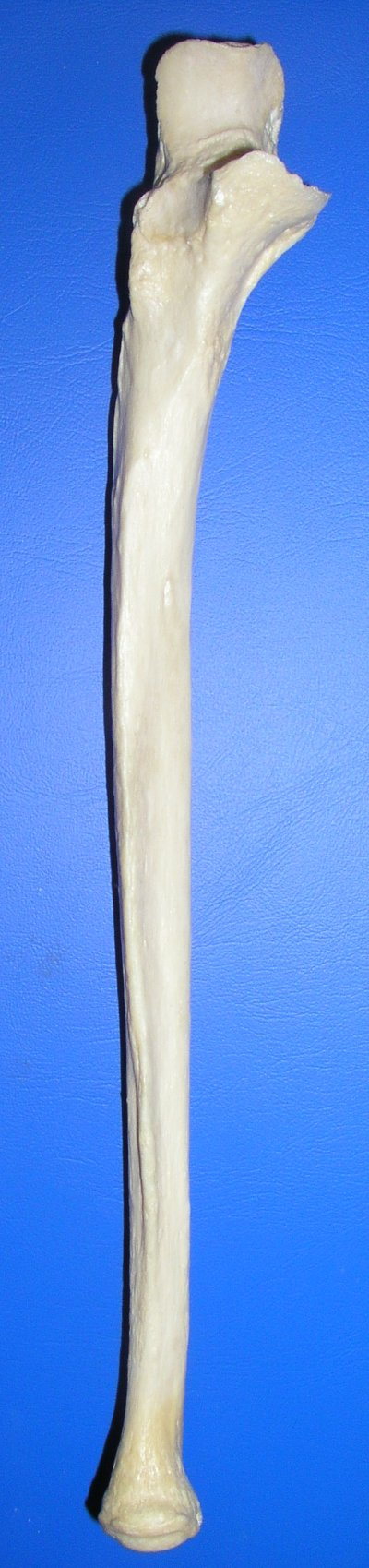
Ulna l. dx. - posição anterior
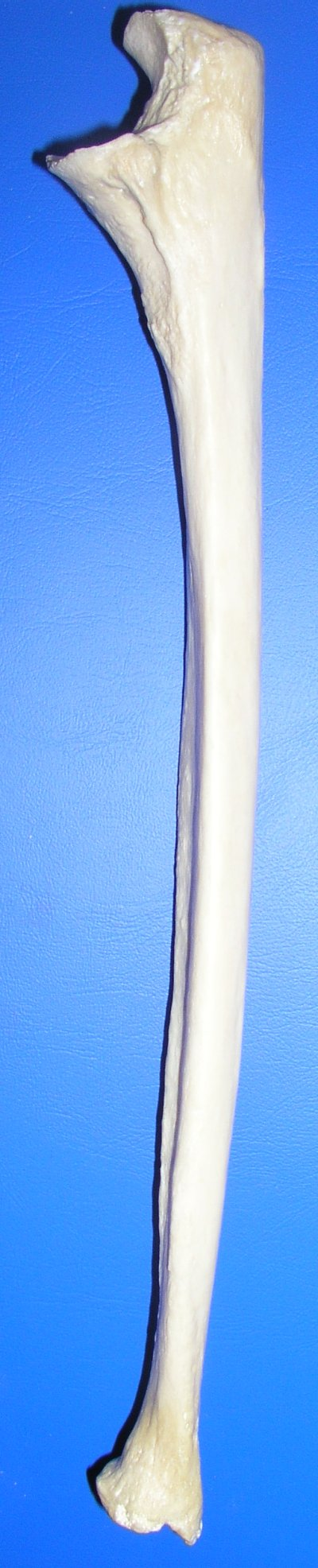
Ulna l. dx. - posição lateral
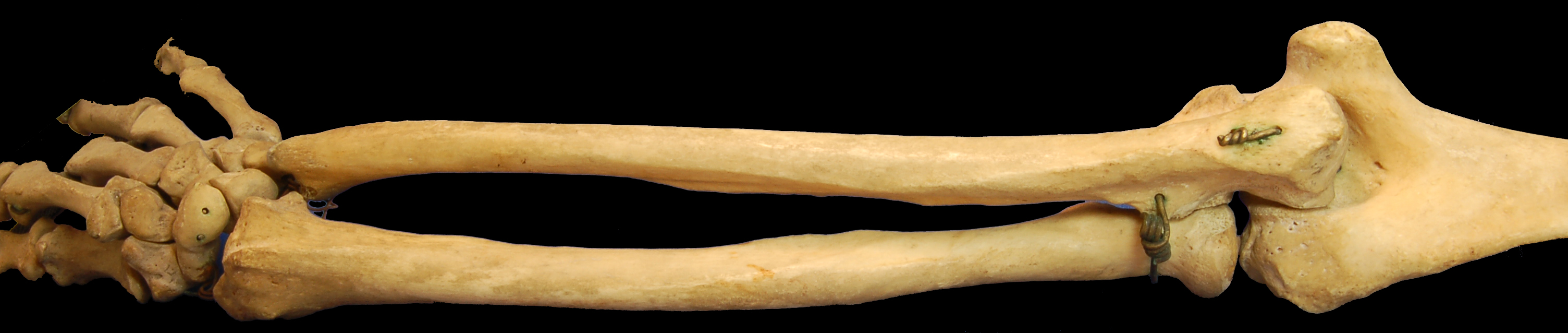
Rádio e Ulna humanos - braço direito, visão posterior